# الساندرو اسپانو
الساندرو اسپانو (انگلیسی: Alessandro Spanò؛ زادهٔ ۳۰ ژوئن ۱۹۹۴) بازیکن فوتبال اهل ایتالیا است.